# Ясеневе
Ясене́ве —  село в Україні, у Валківській міській громаді Богодухівського району Харківської області. Населення становить 66 осіб. До 2020 орган місцевого самоврядування — Сніжківська сільська рада.

## Географія
Село Ясеневе знаходиться на початку балки Хандоліїва, якою протікає пересихаючий струмок, одна з приток річки Шляхова, на струмку зроблена невелика загата, на відстані 2 км розташовані села Дорофіївка, Вільхівське і Сніжків. Поруч проходить автомобільна дорога М03 (E40).

## Історія
12 червня 2020 року, розпорядженням Кабінету Міністрів України № 725-р «Про визначення адміністративних центрів та затвердження територій територіальних громад Харківської області», увійшло до складу Валківської міської громади.
19 липня 2020 року, в результаті адміністративно-територіальної реформи та ліквідації Валківського району, село увійшло до складу Богодухівського району.

## Населення

### Мова
Розподіл населення за рідною мовою за даними перепису 2001 року:
| Мова       | Кількість | Відсоток |
| ---------- | --------- | -------- |
| українська | 66        | 100%     |